# Tamila Koulieva-Karantinaki
Tamila Koulieva-Karantinaki, född 16 februari 1967 i Baku, Azerbajdzjan (i dåvarande Sovjetunionen), är en grekisk-rysk skådespelerska.

## Roller (i urval)
- (2004) - Mia Thalassa Makria
- (2004) - To Spiti Dipla Sti Thalassa TV-serie
- (2002) - Ki Avrio Mera Einai
- (2001) - Oso Yparhei Agapi TV-serie
- (2001) - I Treis Chires TV-serie